# Middellijn
Een middellijn is in de meetkunde:

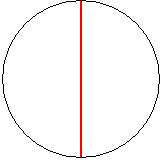
Middellijn

1. een lijnstuk tussen twee punten van een cirkel en dat door het middelpunt van deze cirkel gaat.
2. de lengte van dit lijnstuk,[1] ook wel diameter of (in de volksmond) doorsnee (doorsnede) genoemd.

De afstand vanaf het middelpunt tot de rand van de cirkel noemt men de straal. Ook een verbindingslijnstuk van het middelpunt met een punt op de omtrek wordt straal genoemd.
Bij centrale kegelsneden (ellips, hyperbool) komt het begrip "middellijn" ook voor:
- een middellijn is een lijnstuk dat twee punten van een kegelsnede verbindt én door het middelpunt van die kegelsnede gaat.

En soms ook hier, een lijnstuk dat het middelpunt van een kegelsnede verbindt met een eindpunt van een middellijn heet straal.
De term middellijn is door de wiskundige Simon Stevin bedacht.